# 10976 Wubbena
10976 Wubbena è un asteroide della fascia principale. Scoperto nel 1973, presenta un'orbita caratterizzata da un semiasse maggiore pari a 2,7367211 UA e da un'eccentricità di 0,0229170, inclinata di 6,14524° rispetto all'eclittica.